# Peder Månsson
För andra betydelser, se Peder Månsson (olika betydelser).
Peder Månsson (latin: Petrus Magni), född cirka 1460 i Jönköping, död 17 maj 1534 i Västerås, var en svensk katolsk präst, birgittinmunk, författare och biskop av Västerås stift 1524–1534. Han var senmedeltidens mest produktive svenske författare och översättare, och skrev främst om tekniska ämnen.

## Biografi
Peder Månssons namn förekommer första gången i bevarade handlingar i Vadstenadiariet 1499, då han som kaplan och skolrektor i Vadstena vigdes till prästbroder i Vadstenas birgittinkloster. Han omtalades då som född i Jönköping och som en "mogen man", det vill säga som betydligt äldre än vad som var vanligt vid inträde i klosterlivet. 
Peder Månssons födelseår är inte känt. Han uppger själv i sitt verk Bergsmanskonst om ett alunberg, som han besökt utanför Rom, att det "uppfunnits" under hans livstid, Eftersom det åsyftade verket, som ligger i Tolfa, grundades 1462, bör han ha varit född före detta år.
Äldre och avvikande uppgifter om Peder Månssons födelseort och påståenden om adlig börd saknar tilltro. De har som källa den så kallade Peder Swarts biskopskrönika för Västerås stift, en förfalskning utförd av hedemoraprosten Nils Rabenius på 1600-talet.
Tillsammans med en klosterbroder sändes Peder 1507 till Rom för söka återvinna den heliga Birgittas hus till klostret.
Detta befann sig vid denna tidpunkt i ett miserabelt tillstånd, och dess fastighet hade mer eller mindre kapats av skrupellösa personer. På Östersjön blev han tillfångatagen av danska kryssare, men begav sig åter 1508 på resa i sällskap med en annan ordensbroder. Efter tre års rättegångar och lidanden vann de sitt mål och kunde återbörda Birgittahuset i Vadstena klosters ägo. Det finns flera brev bevarade från denna tid, där Peder Månsson beskriver sina  öden.
Peder Månsson stannade i Rom som föreståndare för Birgittahuset, utnämndes sedermera av påven till biskop för Västerås stift,
 och biskopvigdes 1 maj 1524 av påvens ceremonimästare Paris de Grassis, biskop av Pesaro, i dennes hus. Peder vigde i sin tur 22 september 1531 den lutherske Laurentius Petri till Sveriges ärkebiskop. Härigenom kom Svenska kyrkan att hävda obruten apostolisk succession genom reformationen. Peder motsatte sig dock denna  och hade före ärkebiskopsvigningen tillsammans med Strängnäsbiskopen Magnus Sommar författat en hemlig protest mot alla reformatoriska åtgärder (i Strängnäs 10 augusti 1531). 
En grundskola i Vadstena, Petrus Magni skola, är uppkallad efter Peder Månsson.

## Författarskap
Efter 1512 ägnade sig Peder i Rom åt studier och författarskap. De förra resulterade i en doktorgrad i kanonisk rätt, det senare i en serie översättningar och bearbetningar av texter som han menade skulle vara till nytta för sitt fädernelands utveckling. De har delvis bevarats i författarens eget manuskript, delvis som avskrift. De har först blivit tryckta i nyare tid, de första i mitten av 1800-talet, undantaget Rimmade företal till Läkebok och Stridskonst som trycktes av Sven Lagerbring 1749.
Hans mest självständiga verk är Bergsmanskonst. Det bygger på De mineralibus av Albertus Magnus från 1200-talet, men innehåller också de äldsta tekniska beskrivningarna av utvinning av silver, koppar och järn
i Sverige. 
Sjökonsulatet är en samling rättsregler som gällde för handel och sjöfart i Medelhavsområdet. Bondakonst och Stridskonst går tillbaka på antika auktoriteter inom lanthushållning resp. krigskonst, medan Barnabok är en översättning av den samtida Institutio principis christiani - om furstebarns uppfostran - av Erasmus av Rotterdam. 
En stor del av hans verk består av samlingar av recept av kemisk-teknisk natur. Dessa är både på latin och på svenska. Bland övriga skrifter märks en Läkebok med recept på brännvin och avskrifter av latinska traktater om alkemi. De större skrifterna på svenska inleds med rimmade "förspråk", som beskriver författarens folkbildande program.